# Caseriu de Virgili
El caseriu de Virgili és una obra del municipi de la Riera de Gaià (Tarragonès) protegida com a bé cultural d'interès local.

## Descripció
El caseriu de Virgili està situat a la sortida de la Riera per la carretera de Torredembarra, aproximadament a mig quilòmetre de la vila.
Està format per nou cases. Estan en molt bon estat de conservació.
L'estil dels edificis és gòtic i es poden observar magnífics arcs apuntats als baixos de les cases i airosos finestrals geminats.
En conjunt, tot plegat té un gran interès i seria fàcilment recuperable en un recomanable pla de restauració que hauria de ser imminent.

## Història
El caseriu està situat damunt d'un turó i les notícies que en tenim són que fou el nucli originari del poble i que va constituir-se per mitjà de les donacions fetes pels descendents de Ponç de Montoliu.
El fogatge de 1365-1370 pertanyia a Ramon de Vilafranca.
Hi visqué durant els últims anys de la seva vida, el director de cinema Josep Joan Bigas i Luna.